# Sarajevo
Sarajevo (cirilica Сарајево) je največje in glavno mesto Bosne in Hercegovine. Leži v kotlini, ki jo obkroža Dinarsko gorstvo, v vzhodnem delu države v osrčju Balkanskega polotoka; skozenj teče reka Miljacka. Ob popisu leta 1991 je mesto imelo 416.000 prebivalcev (527.000 z okoliškimi občinami), leta 2013 in 2019 pa 275.000 v samem mestu (v urbanem območju 405.000, v metropolitanskem pa čez 550.000). Med vojno v BiH v začetku 1990-ih in po njej je precej prebivalcev odšlo v tujino, s tem se je mestno prebivalstvo znatno zmanjšalo.
Sarajevo je nastalo v 15. stoletju kot osmanska trdnjava, ko se je Osmansko cesarstvo razširilo v Evropo. V svoji zgodovini je večkrat pridobilo mednarodno veljavo. Leta 1885 je bilo prvo mesto v Evropi in drugo na svetu, ki je imelo stalno električno tramvajsko omrežje, takoj za San Franciscom. Leta 1914 je bilo prizorišče atentata na nadvojvodo Franca Ferdinanda, ki je bil povod za začetek prve svetovne vojne, njena posledica pa je bil konec avstro-ogrske vladavine v Bosni in nastanek večkulturne države Kraljevine Jugoslavije.
Kasneje, po drugi svetovni vojni, je Sarajevo znotraj druge Jugoslavije postalo glavno mesto Socialistične republike Bosne in Hercegovine, kar je povzročilo hitro rast prebivalstva ter z naložbami v infrastrukturo in gospodarstvo tudi razvoj podjetij. Gostilo je zimske olimpijske igre 1984, ki so bile vrhunec zanj zelo uspešnega obdobja. Po razpadu Jugoslavije in izbruhu jugoslovanskih vojn pa je doživelo najdaljše obleganje prestolnice v zgodovini sodobnega vojskovanja v skupnem trajanju 1425 dni, od aprila 1992 do februarja 1996. S povojno obnovo, ki je sledila, je Sarajevo postalo najhitreje rastoče mesto v Bosni in Hercegovini.
Sarajevo je politično, finančno, socialno in kulturno središče Bosne in Hercegovine ter vidno središče kulture na Balkanu. Na področju zabave, medijev, mode in umetnosti vpliva na celotno regijo. Je sedež najpomembnejše in najstarejše bosansko-hercegovske univerze – Univerze v Sarajevu, Akademije znanosti in umetnosti BiH (ANU BiH), osrednjega državnega muzeja, gledališča, opere in drugih ustanov državnega pomena. Zaradi svoje dolge zgodovine verske in kulturne raznolikosti se Sarajevo včasih imenuje »Jeruzalem Evrope« ali »Jeruzalem Balkana«. Je eno redkih večjih evropskih mest, ki ima v isti soseski mošejo, katoliško cerkev, vzhodno pravoslavno cerkev in sinagogo.

## Izvor imena
Ime Sarajevo izhaja iz turškega samostalnika saray, kar pomeni »palača« ali »dvorec« (iz perzijščine sarāy, سرای‎, enakega pomena). Stroka pa se ne strinja glede izvora končnice -evo. Ena od teorij je, da je ime morda izpeljano iz osmanskega turškega izraza saray ovası, ki je bil prvič zabeležen leta 1455. Izraz pomeni »ravnine okoli palače« ali preprosto »palačne ravnine«.
Abdulah Škaljić v svojem delu Slovar turških izposojenk trdi, da je končnica bolj verjetno nastala iz pogoste slovanske pripone -evo, ki se uporablja za označevanje krajevnih imen, kot pa iz turške končnice ova. Ime Sarajevo se sicer prvič omenja v pismu iz leta 1507, ki ga je napisal Feriz beg. Uradno ime v 400 letih osmanske vladavine je bilo Saraybosna (»Palača Bosne«), kar je ime Sarajeva tudi v sodobni turščini.
Sarajeva se je prijelo precej vzdevkov. Najzgodnejši vzdevek je bil Šeher, izraz, s katerim je Isa-beg Ishaković opisal mesto, ki ga je nameraval zgraditi. Šeher je turška beseda za »mesto« (şehir), ki prihaja iz perzijskega šahr (شهر , kar prav tako pomeni »mesto«). Ko se je Sarajevo razvijalo, so številni vzdevki izhajali iz primerjav z drugimi mesti v islamskem svetu, na primer »Severni Damask« in »Evropski Jeruzalem«; slednji je najbolj priljubljen.

## Okolje

### Geografija
Sarajevo leži blizu geometričnega središča sicer približno trikotne Bosne in Hercegovine ter znotraj zgodovinske regije ožje Bosne. Leži v Sarajevski kotlini, sredi Dinarskega gorovja, na 518 metrih nadmorske višine.
Kotlina okoli Sarajeva je bila nekoč obsežna, rodovitna in zelena površina, po drugi svetovni vojni pa je prišlo do znatne širitve pozidanih površin. Mesto obkrožajo gozdnati griči in pet velikih gora. Najvišji od okoliških vrhov je Treskavica z 2088 m, sledi ji Bjelašnica na 2067 m, Jahorina na 1913 m, Trebević na 1627 m ter Igman, ki je od teh najnižji s 1502 m. Zadnji štirje so znani tudi kot »olimpijske gore« Sarajeva.
Ko je mesto leta 1984 gostilo zimske olimpijske igre, so na območju teh gora zgradili prizorišča za številne zimske športne dogodke. Tudi mesto samo je razvito znotraj oziroma ob robu hribovitega terena; veliko je strmih ulic in rezidenc, ki se zdijo kot zgrajene na pobočjih.
Ena glavnih zemljepisnih značilnosti Sarajeva je reka Miljacka. V mesto priteka z vzhoda, teče skozi njegovo središče in se v zahodnem predmestju izliva v reko Bosno. Miljacko nekateri imenujejo tudi kot »Sarajevska reka«. Njen izvir (Vrelo Miljacke) je 2 km južno od mesta Pale, ob vznožju planine Jahorina, nekaj kilometrov vzhodno od središča Sarajeva. Izvir Bosne, Vrelo Bosne pri Ilidži (zahodno Sarajevo), je prav tako pomembna naravna znamenitost in priljubljena točka za Sarajevčane in turiste. Skozi mesto in okolico teče tudi več manjših drugih rek in potokov, kot je na primer Koševski potok.

### Podnebje
Sarajevo ima bodisi vlažno celinsko podnebje (Köppnova podnebna klasifikacija: Dfb) bodisi oceansko podnebje (Köppnova podnebna klasifikacija: Cfb), odvisno od tega, ali pri označbi izoterm uporabljamo 0 °C ali −3 °C. Sarajevsko podnebje kaže štiri letne čase in enakomerno razporejene padavine, značilne tako za Cfb kot za Dfb tip podnebja. Sarajevsko podnebje nekoliko blaži bližina Jadranskega morja, čeprav gore južno od mesta močno zmanjšajo njegov vpliv. Povprečna letna temperatura je 10 °C z januarjem (−0,5 °C v povprečju) kot najhladnejšim mesecem v letu in julijem (19,7 °C v povprečju) kot najtoplejšim.
Najvišjo temperaturo so izmerili 19. avgusta 1946, in sicer 40,7 °C, ter 23. avgusta 2008 (41 °C), najnižja zabeležena temperatura pa je dosegla −26,2 °C 25. januarja 1942. Sarajevo ima letno v povprečju sedem dni, ko temperatura preseže 32 °C, in štiri dni, ko temperatura pade pod −15 °C. V mestu je običajno zmerno oblačno nebo, s povprečno letno oblačnostjo 45 %.
Najbolj oblačen mesec je december (75-% povprečna oblačnost), najbolj jasen pa avgust (37 %). Zmerne padavine se pojavljajo precej enakomerno skozi vse leto, s povprečno 75 padavinskimi dnevi. Ustrezne podnebne razmere so omogočile razcvet zimskih športov v regiji, kar je na koncu omogočilo tudi zimske olimpijske igre leta 1984, ki so potekale v Sarajevu in okolici. Povprečni vetrovi pihajo s hitrostjo 28–48 km/h, mesto pa je izpostavljeno 1769 sončnim uram letno (približno toliko kot npr. Ljubljana).
| Podnebni podatki za Sarajevo     | Podnebni podatki za Sarajevo | Podnebni podatki za Sarajevo | Podnebni podatki za Sarajevo | Podnebni podatki za Sarajevo | Podnebni podatki za Sarajevo | Podnebni podatki za Sarajevo | Podnebni podatki za Sarajevo | Podnebni podatki za Sarajevo | Podnebni podatki za Sarajevo | Podnebni podatki za Sarajevo | Podnebni podatki za Sarajevo | Podnebni podatki za Sarajevo | Podnebni podatki za Sarajevo |
| Mesec                            | Jan                          | Feb                          | Mar                          | Apr                          | Maj                          | Jun                          | Jul                          | Avg                          | Sep                          | Okt                          | Nov                          | Dec                          | Letno                        |
| -------------------------------- | ---------------------------- | ---------------------------- | ---------------------------- | ---------------------------- | ---------------------------- | ---------------------------- | ---------------------------- | ---------------------------- | ---------------------------- | ---------------------------- | ---------------------------- | ---------------------------- | ---------------------------- |
| Rekordno visoka temperatura °C   | 18.2                         | 21.4                         | 26.6                         | 30.2                         | 33.2                         | 35.9                         | 38.4                         | 40.0                         | 37.7                         | 32.2                         | 24.7                         | 18.0                         | 40.0                         |
| Povprečna visoka temperatura °C  | 3.7                          | 6.0                          | 10.9                         | 15.6                         | 21.4                         | 24.5                         | 27.0                         | 27.2                         | 22.0                         | 17.0                         | 9.7                          | 4.2                          | 15.8                         |
| Povprečna dnevna temperatura °C  | 0.2                          | 1.8                          | 6.0                          | 10.2                         | 15.2                         | 18.2                         | 20.3                         | 20.4                         | 16.0                         | 11.7                         | 5.8                          | 1.2                          | 10.6                         |
| Povprečna nizka temperatura °C   | −3.3                         | −2.5                         | 1.1                          | 4.8                          | 9.0                          | 11.9                         | 13.7                         | 13.7                         | 10.0                         | 6.4                          | 1.9                          | −1.8                         | 5.4                          |
| Rekordno nizka temperatura °C    | −26.8                        | −23.4                        | −26.4                        | −13.2                        | −9.0                         | −3.2                         | −2.7                         | −1.0                         | −4.0                         | −10.9                        | −19.3                        | −22.4                        | −26.8                        |
| Povprečna količina padavin mm    | 68                           | 64                           | 70                           | 77                           | 72                           | 90                           | 72                           | 66                           | 91                           | 86                           | 85                           | 86                           | 928                          |
| Povp. št. deževnih dni           | 8                            | 10                           | 13                           | 17                           | 17                           | 16                           | 14                           | 13                           | 15                           | 13                           | 12                           | 11                           | 159                          |
| Povp. št. sneženih dni           | 10                           | 12                           | 9                            | 2                            | 0.2                          | 0                            | 0                            | 0                            | 0                            | 2                            | 6                            | 12                           | 53                           |
| Povprečna relativna vlažnost (%) | 79                           | 74                           | 68                           | 67                           | 68                           | 70                           | 69                           | 69                           | 75                           | 77                           | 76                           | 81                           | 73                           |
| Povp. št. sončnih ur             | 57.1                         | 83.8                         | 125.6                        | 152.3                        | 191.7                        | 207.1                        | 256.3                        | 238.2                        | 186.6                        | 148.8                        | 81.2                         | 40.7                         | 1.769,4                      |
| Vir 1: Pogoda.ru.net             |                              |                              |                              |                              |                              |                              |                              |                              |                              |                              |                              |                              |                              |
| Vir 2: NOAA (sun, 1961–1990)     |                              |                              |                              |                              |                              |                              |                              |                              |                              |                              |                              |                              |                              |

### Kakovost zraka
Onesnaženost zraka v Sarajevu je zaradi kotlinske lege hud problem. Glede na podatkovno zbirko onesnaženosti zunanjega zraka Svetovne zdravstvene organizacije iz leta 2016 je bila letna povprečna koncentracija PM2,5 leta 2010 na podlagi meritev PM10 ocenjena na 30 μg/m3, kar je 3-krat več, kot priporoča WHO Air (kot smernice za kakovost za letno povprečje PM2,5). Nedavnih neposrednih dolgoročnih meritev PM2,5 za Sarajevo ni na voljo, tako so možne le ocene iz koncentracije delcev PM10, ki pa so za zdravje manj pomembni kot PM2,5.

## Zgodovina
Osmansko cesarstvo 1461–1878 de facto, 1908 de jure

-  Avstro-Ogrska 1878 de facto, 1908 de jure–1918
-  Država Slovencev, Hrvatov in Srbov  1918
-  Kraljevina Srbov, Hrvatov in Slovencev   1918–1929
-  Kraljevina Jugoslavija 1929–1941
-  Neodvisna država Hrvaška  1941–1945
-  Socialistična federativna republika Jugoslavija 1945–1992
-  Republika  Bosna in Hercegovina 1992–1995
-  Bosna in Hercegovina 1995–sedaj

### Prazgodovina in antika
Eni najzgodnejših dokazov o poselitvi na območju Sarajeva izhajajo iz neolitske butmirske kulture. Do odkritij v Butmirju so med gradnjo kmetijske šole na območju današnjega sarajevskega predmestja Ilidža leta 1893 prišle avstro-ogrske oblasti. Obilje kremena na tem območju je bilo privlačno za neolitske prebivalce in naselbina je cvetela. Prebivalci so razvili edinstvene oblike keramike in lončarstva, ki Butmirce opredeljujejo kot samosvojo kulturo, kot je opisano na srečanju Mednarodnega kongresa arheologov in antropologov v Sarajevu leta 1894.
Naslednja vidnejša kultura na območju Sarajeva so bili Iliri. Starodavno ljudstvo, katerih domovina je bila večina Zahodnega Balkana, je naseljevalo več ključnih naselij v regiji, večinoma okoli reke Miljacke in sarajevske doline. Iliri v sarajevski regiji so pripadali Dezitijatom, zadnjemu ilirskemu plemenu v Bosni in Hercegovini, ki se je uprlo rimski okupaciji. Njihov poraz proti rimskemu cesarju Tiberiju leta 9 našega štetja je pomenil začetek rimske vladavine v regiji. Rimljani niso nikoli oblikovali območja, ki bi zajemalo današnjo Bosno, vendar pa so ustanovili kolonijo Aquae Sulphurae blizu vrha današnje Ilidže, ki je bila najpomembnejša naselbina tistega časa. Po Rimljanih so območje poselili Goti, ki so jim v 7. stoletju sledili Slovani.

### Srednji vek
V srednjem veku je bilo Sarajevo del bosanske pokrajine Vrhbosna v bližini tradicionalnega središča Kraljevine Bosne. Čeprav je obstajalo mesto, ki se je imenovalo Vrhbosna, se o obstoju dejanske naselbine na področju današnjega Sarajeva v tem obdobju še razpravlja. Različni dokumenti tako na primer omenjajo kraj Tornik v okolici, najverjetneje na območju soseske Marijin Dvor. Po vseh znakih je bil Tornik zelo majhen trg, obdan s sorazmerno majhno vasjo, ki ga dubrovniški trgovci niso imeli za zelo pomembnega.
Del strokovne javnosti nasprotno domneva, da je bila Vrhbosna večje mesto na širšem območju današnjega Sarajeva. Papeški dokumenti pravijo, da je bila leta 1238 na tem območju zgrajena katedrala, posvečena svetemu Pavlu. V okolici naj bi se ustavili učenci znamenitih svetnikov Cirila in Metoda in v bližini izvira reke Bosne ustanovili cerkev. Ne glede na to, ali je bilo mesto nekje na območju današnjega Sarajeva, dokumenti potrjujejo njegov pomen in pomen regije. Severovzhodno od sarajevskega starega mesta je obstajala tudi citadela z imenom Hodidjed; ta naj bi nastala okoli leta 1263 in obstajala do leta 1429, ko jo je zasedlo Osmansko cesarstvo.

### Osmanska doba
Sarajevo je v petdesetih letih 15. stoletja, po osvojitvi regije, ustanovilo Osmansko cesarstvo, pri čemer se kot letnica ustanovitve mesta navaja 1461. Prvi osmanski guverner Bosne, Isa-Beg Ishaković, je skupino vasi spremenil v mesto in glavno mesto države z izgradnjo številnih ključnih mestnih stavb ter prostorov, vključno z mošejo, zaprto tržnico, javnim kopališčem, prenočiščem in seveda guvernerjevim dvorcem (sarajem), ki je mestu dal tudi današnje ime. Mošejo v čast sultana Mehmeda II. so imenovali Careva džamija. Z izboljšavami je Sarajevo hitro preraslo v največje mesto v regiji. Do 15. stoletja je bilo naselje preoblikovano v mesto, imenovano Bosna-Saraj, okoli citadele iz leta 1461.
Po izgonu Judov iz Španije konec 15. stoletja in po povabilu Osmanskega cesarstva, naj se preselijo v območja pod njihovim nadzorom, so v Sarajevo prispeli sefardski Judje. Sarajevo je nato sčasoma postalo vodilno središče sefardske kulture in judeošpanskega jezika. Čeprav relativno majhna, se je judovska četrt na območju Baščaršije razvila v obseg več blokov.
Precejšnji delež lokalnih kristjanov se je v tem obdobju spreobrnil v islam. Za sprejem novih romarjev na poti v Meko je leta 1541 Gazi Husrev-begov intendant Vekil-Harač zgradil Romarsko džamijo, ki je še danes znana kot Hadžijska džamija.
Pod upravitelji, kot je bil drugi guverner Gazi Husrev-beg, je mesto Sarajevo hitro raslo. Husrev-beg je močno vplival na podobo mesta, saj je bila večina današnjega starega mestnega jedra zgrajena med njegovo vladavino. Sarajevo je postalo znano po veliki tržnici in številnih mošejah, ki jih je do sredine 16. stoletja bilo že več kot 100. Na vrhuncu cesarstva je bilo Sarajevo za Carigradom največje in najpomembnejše osmansko mesto na Balkanu. Do leta 1660 je v Sarajevu živelo (ocena) več kot 80.000 prebivalcev. V tem obdobju je imel, za primerjavo, Beograd leta 1683 100.000, Zagreb pa šele leta 1851 14.000 prebivalcev. Ko so se politične razmere spremenile, je Sarajevo postalo prizorišče spopadov.
Leta 1697, med veliko turško vojno, je princ Evgen Savojski iz Habsburške monarhije vodil napad na Osmansko cesarstvo. Osvojil je mesto Sarajevo ter ga zapustil okuženega s kugo in požganega do tal. Ko so njegovi možje mesto temeljito izropali, so ga zažgali in v enem dnevu uničili skoraj vse, ostala je samo peščica sosesk, nekaj mošej in pravoslavna cerkev. Številni drugi požari so oslabili mesto, ki so ga sicer pozneje obnovili, vendar si dolgo potem ni povsem opomoglo od uničenja. Do leta 1807 je imelo le kakih 60.000 prebivalcev.
V 1830-ih je okoli mesta potekalo več bitk bosanske vstaje. Vstajo je vodil Husein Gradaščević, v čigar spomin se danes imenuje velika mestna ulica Zmaj od Bosne. Upor sicer ni uspel in Bosna je še nekaj desetletij ostala pod nadzorom osmanske države.
V obdobju vladavine Osmanskega cesarstva se je Sarajevo do leta 1850 razvilo v pomembno upravno središče. Baščaršija je postala osrednje trgovsko okrožje in kulturno središče mesta v 15. stoletju, ko je mesto ustanovil Isa-beg Ishaković.
- Gazi Husrev-begova mošeja in sarajevski urni stolp
- Knjižnica in islamska šola
- Tržnica
- Golobji trg
- Sarajevski Stari grad ('Staro mesto')

### Avstro-Ogrska
Po določilih Berlinske pogodbe je leta 1878 Bosno in Hercegovino okupirala Avstro-Ogrska. Sarajevo je Avstro-Ogrska industrializirala in uporabila kot testno območje za nove izume, kot so tramvaji, ki so v mestu začeli voziti leta 1885, preden so jih uvedli na Dunaju. Požar, ki je uničil velik del osrednjega mestnega predela (čaršije), je pustil več prostora za preureditev. V mesto so prihiteli arhitekti in inženirji, ki so želeli pomagati obnoviti Sarajevo kot moderno evropsko prestolnico. Posledično ima mesto edinstveno mešanico preostale osmanske mestne tržnice in sodobne zahodne arhitekture. Sarajevo ima tudi nekaj primerov stavb secesijskega in psevdomavrskega stila, ki izvirajo iz tega obdobja.
Obdobje Avstro-Ogrske je bilo za mesto eno od obdobij izjemnega razvoja, saj so novi vladarji z zahoda novo ozemeljsko pridobitev pripeljali do sodobnih standardov. V tem času so bile zgrajene različne tovarne in druge zgradbe, veliko institucij pa prenovljenih po zahodnjaških vzorih in moderniziranih. Prvič v zgodovini so Sarajevčani začeli pisati z latinico. Prvič po stoletjih se je mesto bistveno razširilo izven svojih tradicionalnih meja. Velik del današnje osrednje mestne občine (Centar) so zgradili ravno v tem obdobju.
Arhitektura v Sarajevu se je hitro razvila v široko paleto slogov in zgradb. Katedrala Presvetega srca, na primer, je bila zgrajena z uporabo elementov neogotske in romanske arhitekture. V tem obdobju so zgrajeni tudi Narodni muzej, Sarajevska pivovarna in mestna hiša.
Čeprav je bosanski protektorat de jure ostal del Osmanskega cesarstva, je bil de facto voden in upravljan kot sestavni del Avstro-Ogrske, pri čemer Osmani pri njegovem vsakodnevnem upravljanju niso imeli nikakršnega vpliva. To je trajalo do leta 1908, ko je bilo ozemlje tudi uradno priključeno in spremenjeno v kondominij, ki sta ga skupaj, kot sestavni del Avstro-Ogrske, nadzorovali avstrijska Cislajtanija in madžarska Translajtanija. Popolna aneksija je razjezila Srbe, ki so želeli, da se ozemlje priključi Srbiji.

 
V Sarajevu je 28. junija 1914 Gavrilo Princip, samooklicani Jugoslovan ter član Mlade Bosne, izvedel atentat na avstrijskega nadvojvodo Franca Ferdinanda in njegovo ženo Sofijo, vojvodinjo Hohenberško. Atentat je izzval julijsko krizo, ki se je končala z avstro-ogrsko vojno napovedjo Srbiji in izbruhom prve svetovne vojne. V vojni je večina bojev potekala v bližini Beograda, Sarajevo pa se je poškodbam in rušenju izognilo.
- Arhitektura iz obdobja Avstro-Ogrske
- Sarajevska pošta
- Sarajevsko narodno gledališče arhitekta Karla Paříka
- Akademija likovnih umetnosti je v začetku, po izgradnji leta 1899, delovala kot evangeličanska cerkev.
- Privredna banka Sarajevo
- Narodna in univerzitetna knjižnica BiH, zgrajena 1896

### Jugoslavija
Po prvi svetovni vojni je Sarajevo pod pritiskom kraljeve srbske vojske in z upornimi slovanskimi narodi, nekdaj zastopanimi v Avstro-Ogrski, postalo del Kraljevine Srbov, Hrvatov in Slovencev (poznejše Kraljevine Jugoslavije). Čeprav je imelo določen politični pomen kot središče najprej bosanske regije in nato Drinske banovine, mesto ni bilo več nacionalna prestolnica in je zapadlo v stagnacijo.
Med drugo svetovno vojno so vojsko Kraljevine Jugoslavije pregazile nemške in italijanske sile. Po nemškem bombardiranju je Sarajevo 15. aprila 1941 zavzela 16. motorizirana pehotna divizija. Sile osi so ustanovile marionetno Neodvisno državo Hrvaško, ki je v svoje ozemlje vključila tudi Sarajevo.
Takoj po okupaciji so nacisti izropali, požgali in uničili glavno sefardsko judovsko sinagogo Il Kal Grande. V nekaj mesecih so stoletne sefardske in aškenaške judovske skupnosti v Sarajevu, ki so sestavljale veliko večino bosanskih Judov, zbrali v stari sinagogi (Stari hram) in jih deportirali v smrt v hrvaška koncentracijska taborišča. Približno 85 % judovskega prebivalstva Bosne je v rokah nacistov in ustašev, med holokavstom v regiji, tudi umrlo. Sarajevska Hagada je bila najpomembnejši artefakt, ki je preživel to obdobje, ki ga je iz Sarajeva in pred nacisti in ustaši pretihotapil glavni knjižničar Narodnega muzeja Derviš Korkut.
Skupina 108 uglednih bošnjaških meščanov Sarajeva je 12. oktobra 1941 oblikovala in podpisala Resolucijo sarajevskih muslimanov, s katero so obsodili genocid nad Srbi, ki so ga organizirali ustaši, naredili razliko med Bošnjaki, ki so sodelovali pri tovrstnih preganjanjih, in ostalimi Bošnjaki, predstavili podatke o preganjanjih Bošnjakov s strani Srbov in zahtevali varnost za vse državljane države, ne glede na njihovo identiteto. Poleti 1941 je ustaška milica večkrat internirala in usmrtila skupine sarajevskih Srbov. Avgusta 1941 so aretirali približno sto Srbov, osumljenih povezav z odporniškim gibanjem, večinoma cerkvene uradnike in pripadnike izobraženega sloja, ter jih usmrtili ali zaprli v koncentracijska taborišča. Do sredine poletja 1942 se je v Sarajevo pred ustaškim terorjem zateklo okoli 20.000 Srbov.
Mesto so v obdobju od 1943 do 1944 zavezniki večkrat bombardirali. V mestu je bilo zastopano jugoslovansko partizansko gibanje. Med februarjem in majem 1945 je Maks Luburić v njem vodil ustaški štab in ga uporabljal kot mučišče in morišče, katerega 323 žrtev je bilo identificiranih po vojni. Odpor v mestu je vodil Vladimir Perić - Valter, ki je umrl med osvobajanjem mesta 6. aprila 1945.
Po vojni je bilo Sarajevo glavno mesto Socialistične republike Bosne in Hercegovine v okviru Socialistične federativne republike Jugoslavije. Republiška vlada je veliko investirala v Sarajevo, v občinah Novi Grad in Novo Sarajevo zgradila precejšnje število novih stanovanjskih blokov, hkrati pa je razvijala industrijo in spreminjala Sarajevo v moderno mesto. Sarajevo je postalo pomembno regionalno industrijsko središče v Jugoslaviji in ob tem hitro raslo. Od konca vojne do konca Jugoslavije je mesto z začetnih 115.000 prebivalcev naraslo na več kot 600.000.
Vrhunec za Sarajevo v obdobju socialistične Jugoslavije so bile zimske olimpijske igre leta 1984, v tekmi za organizacijo katerih je premagalo japonski Saporo in švedski Falun/Göteborg. Igram je sledil turistični razcvet, zaradi česar so bila osemdeseta leta eno najuspešnejših desetletij mesta.
- Arhitektura iz obdobja socialistične Bosne in Hercegovine
- Sarajevski inštitut za zdravje
- Hotel Holiday Inn
- Večni ogenj
- Pogled na zahod proti Novemu Sarajevu
- Stanovanjske četrti, Novi Grad

### Vojna v Bosni in Hercegovini
Vojna za neodvisnost v Bosni je med obleganjem Sarajeva med letoma 1992 in 1996 povzročila obsežno uničenje in dramatične selitve prebivalstva. Na tisoče Sarajevčanov je izgubilo življenje pod nenehnim bombardiranjem in ostrostrelskim streljanjem na civiliste s strani srbskih sil med obleganjem, najdaljšim obleganjem glavnega mesta v zgodovini sodobnega vojskovanja. Sile bosanskih Srbov Republike Srbske in Jugoslovanske ljudske armade so oblegale Sarajevo od 5. aprila 1992 do 29. februarja 1996.
Ko je Bosna in Hercegovina razglasila neodvisnost od Jugoslavije in dosegla priznanje Združenih narodov, so srbski voditelji razglasili novo srbsko nacionalno državo Republiko Srbsko (RS), ki je bila izvzeta iz ozemlja Bosne in Hercegovine. Vojska Republike Srbske z okoli 18.000 možmi je obkolila Sarajevo; oblegovalci so bili nameščeni na okoliških hribih, s katerih so napadali mesto s topništvom, minometi, tanki, protiletalskimi topovi, težkimi mitraljezi, večcevnimi raketnimi izstrelki, raketami z letalskimi bombami in ostrostrelskimi puškami. Od 2. maja 1992 so Srbi blokirali mesto, obrambne sile bosanske vlade v obleganem mestu pa so bile slabo opremljene in niso mogle prebiti obroča.
Med obleganjem je življenje izgubilo 11.541 ljudi, med njimi več kot 1.500 otrok. Dodatnih 56.000 ljudi je bilo ranjenih, med njimi skoraj 15.000 otrok. Popis iz leta 1991 kaže, da je pred obleganjem mesto z okolico imelo 525.980 prebivalcev.
Ko se je obleganje končalo, so betonske brazgotine, ki so jih povzročile eksplozije granat, zalili z rdečo smolo. Pri tem so nastali vrtnicam podobni vzorci, ki so jih poimenovali »sarajevske rože«. Razdelitev ozemlja po Daytonskem sporazumu je v začetku leta 1996 povzročila množično izseljevanje približno 62.000 sarajevskih Srbov iz mesta in njegovih predmestij, kar je ustvarilo današnje precej bolj monoetnično povojno mesto.

### Sedanjost
Obzorje Sarajeva zdaj zasedajo različne moderne stavbe, najpomembnejše med njimi so Bosmalov gradski centar, ARIA Centar, Sarajevo City Center (vse tri so delo arhitekta Seada Gološa) in Avaz Twist Tower, ki je bil v času svoje izgradnje najvišji nebotičnik v nekdanji Jugoslaviji.
V zadnjih letih se je število prebivalcev povečalo, pa tudi hkrati pa tudi turistični obisk. Leto 2014 so zaznamovali protivladni protesti in nemiri ter rekordne padavine, ki so povzročile zgodovinske poplave.
- Podobe sodobnega Sarajeva
- ARIA Centar, zgrajen 2009
- Sarajevska žičnica, ponovno odprta 2018

## Administracija

### Največje mesto Bosne in Hercegovine
Sarajevo je glavno mesto države Bosne in Hercegovine in njene podentitete, Federacije Bosne in Hercegovine, ter Kantona Sarajevo. Je tudi de jure glavno mesto druge entitete, Republike Srbske. Vsaka od teh ravni vlade ima svoj parlament ali svet ter sodišča v mestu. Vse državne institucije in tuja veleposlaništva so v Sarajevu.
V Sarajevu je Svet ministrov Bosne in Hercegovine, Parlamentarna skupščina Bosne in Hercegovine, Predsedstvo Bosne in Hercegovine, Ustavno sodišče Bosne in Hercegovine ter operativno poveljstvo Oboroženih sil Bosne in Hercegovine.
Stavba parlamenta Bosne in Hercegovine v Sarajevu je bila v bosanski vojni močno poškodovana. Zaradi škode so osebje in dokumente preselili v bližnjo stavbo v pritličju, kjer so nadaljevali z delom. Konec leta 2006 so se na parlamentu začela obnovitvena dela, ki so jih končali leta 2007. Stroške obnove je v 80 % financirala grška vlada prek Grškega programa za obnovo Balkana (ESOAV), v 20 % pa Bosna in Hercegovina.

### Upravna delitev
Do vojne 1992–95 je mesto Sarajevo sestavljalo šest mestnih občin - Centar, Ilidža, Novi Grad, Novo Sarajevo, Stari Grad in Vogošća - ter primestne občine Hadžići, Ilijaš, Pale in Trnovo.
Daytonski mirovni sporazum je oblikoval Sarajevo iz štirih mestnih občin: Stari Grad, Centar, Novo Sarajevo in Novi Grad, ki skupaj s sosednjimi občinami tvori Kanton Sarajevo znotraj Federacije Bosne in Hercegovine.
Iz delov predvojnih občin Novi Grad, Novo Sarajevo, Stari Grad, Trnovo, Pale, iz celotnega ozemlja občine Sokolac 1993 in iz naselij Kasindo, Lukavica, Hreša itd. je bilo ustanovljeno mesto Istočno Sarajevo v Republiki Srbski. Do odločitve ustavnega sodišča, da je ime neustavno, se je Istočno Sarajevo imenovalo Srpsko Sarajevo. Uradno Istočno Sarajevo sestavljajo Istočni Stari Grad, Istočna Ilidža, Istočno Novo Sarajevo, Pale, Trnovo RS in Sokolac. 

### Mestna uprava
V vsaki od štirih sarajevskih občin deluje svoja občinska uprava, združene pa tvorijo eno mestno upravo z lastno ustavo. Izvršno oblast (bosansko gradska uprava) sestavljajo župan, dva namestnika in strokovna služba. Zakonodajno vejo oblasti sestavlja mestni svet ali gradsko vijeće. Svet ima 28 članov, med njimi predsednika sveta, dva namestnika in sekretarja. Svetnike izvolijo občine v približnem sorazmerju s svojim številom prebivalcev. Statut mesta zahteva, da je vsak konstitutivni narod v mestnem svetu zastopan z najmanj šestimi svetniki, ostali pa z najmanj dvema.
Sarajevske občine so nadalje razdeljene na krajevne skupnosti (bosansko mjesne skupnosti). Krajevne skupnosti imajo v mestni upravi relativno majhno vlogo in so mišljene kot način, da se navadni državljani vključijo v mestno upravo. Temeljijo na ključnih soseskah oz. četrtih v mestu.

## Gospodarstvo
Kanton Sarajevo je zaradi velike proizvodnje, uprave in turizma najmočnejša gospodarska regija Bosne in Hercegovine. Dejansko Kanton Sarajevo ustvari skoraj 25 % BDP države. Po letih vojne je sarajevsko gospodarstvo doživelo programe obnove in sanacije. Centralna banka Bosne in Hercegovine je v Sarajevu začela delovati leta 1997, Sarajevska borza pa je pričela s trgovanjem leta 2002.
Medtem ko je imelo Sarajevo v socialističnem obdobju zelo razvito industrijo, se je le nekaj podjetij iz tistega časa uspešno prilagodilo tržnemu gospodarstvu. Sarajevska industrija zdaj izdeluje tobačne izdelke, pohištvo, nogavice, avtomobile in komunikacijsko opremo. Podjetja s sedežem v Sarajevu so BH Telecom, Bosnalijek, Energopetrol, Fabrika duhana Sarajevo (Tovarna tobaka Sarajevo) in Sarajevska pivara (Sarajevska pivovarna).
V letu 2019 je bil celoten izvoz za Kanton Sarajevo vreden približno 1.427.496.000 KM. Večina sarajevskega izvoza (20,55 %) gre v Nemčijo, sledita pa ji Srbija in Hrvaška s po 12 %. Največ uvoženega blaga prihaja s Hrvaške, in sicer 20,95 %. Z vrednostjo skupnega uvoza okoli 4.872.213.000 KM je skupni uvoz skoraj 3,4-kratnik celotnega izvoza.
Leta 1981 je sarajevski BDP na prebivalca znašal 133 % jugoslovanskega povprečja. Bruto plača v Sarajevu je v letu 2019 znašala 1741 KM (890 evrov), neto plača pa 1200 KM (613 evrov).

## Turizem in rekreacija
Sarajevo ima široko turistično industrijo in hitro rastoči storitveni sektor, zahvaljujoč močni letni rasti števila turistov. Koristi mu tudi, da je tako poletna kot zimska destinacija z neprekinjenim turizmom skozi vse leto. Serija turističnih vodnikov Lonely Planet je Sarajevo označila za 43. najboljše mesto na svetu, decembra 2009 pa je Sarajevo uvrstila med deset najboljših mest za obisk v letu 2010.
Leta 2019 je Sarajevo obiskalo 733.259 turistov, ki so ustvarili 1.667.545 nočitev, kar je 20 % več kot leta 2018.
Zaradi 600-letne zgodovine, na katero so vplivali zahodni in vzhodni imperiji, ima Sarajevo raznolike zgodovinske turistične atrakcije. Sarajevo je že stoletja gostilo popotnike, saj je bilo pomembno trgovsko središče že v času Osmanskega in Avstro-Ogrskega cesarstva, tudi zato, ker je bilo naravno stičišče številnih poti med vzhodom in zahodom. Med priljubljenimi turističnimi točkami v Sarajevu so park Vrelo Bosne, sarajevska katedrala in Gazi Husrev-begova mošeja. Športni turizem temelji na zapuščini zimskih olimpijskih iger 1984, zlasti smučarske zmogljivosti na bližnjih planinah Bjelašnica, Igman, Jahorina, Trebević in Treskavica.
Po mestu in na obrobju je veliko parkov. Med domačini je priljubljena dejavnost ulični šah, ki se običajno igra na Trgu oslobođenja - Alija Izetbegović. Veliki park je največja zelena površina v središču Sarajeva. Umeščena je med Titovo ulico, Koševo, Džidžikovac, ulico Tina Ujevića in Trampino ulico, v spodnjem delu pa je spomenik, posvečen »otrokom Sarajeva«. Hastahana je priljubljen kraj za sprostitev v avstro-ogrski soseski Marijin Dvor. Priljubljena turistična točka je tudi Kozji most, lokalno znan kot Kozija Ćuprija, v soteski Miljacke ob sprehajalni poti Dariva. 24. decembra 2012 so park, v katerem stojita dve medeninasti skulpturi, ki spominjata na žalujoči materi, poimenovali Park prijateljstva v spomin na več kot 45 let prijateljstva med Sarajevom in Bakujem.
Sarajevo slovi tudi po razglednih točkah; kot so razgledna ploščad na stolpu Avaz Twist Tower, restavracija Park Prinčeva, razgledišče Vidikovac na Trebeviću, razgledišče Zmajevac in Rumena in Bela trdnjava na Vratniku. Tudi s številnih drugih streh po mestu se ponujajo lepi razgledi (na primer, Nakupovalni center Alta, ARIA Centar, Hotel Hecco Deluxe). Simbol Sarajeva je žičnica na Trebević, ki so jo obnovili leta 2018, prav tako je ena najbolj priljubljenih turističnih zanimivosti v mestu, ki obiskovalce popelje iz središča mesta na planino Trebević.
Staro judovsko pokopališče, skoraj 500 let star predel mesta, ki je za tistim v Pragi drugi največji judovski grobni kompleks v Evropi, je kandidat za vpis na Unescov seznam spomenikov. Je tudi eden najpomembnejših spominskih kompleksov na svetu. Predstavlja večen dokaz sobivanja dveh ali več različnih veroizpovedi pod različnimi upravami in vladavinami ter dokaz medsebojnega spoštovanja in strpnosti.
- Parki, reke in javni prostori Sarajeva
- Veliki park
- Park Koševo
- Wilsonovo šetalište (Wilsonovo sprehajališče) in reka Miljacka
- Velika aleja, Ilidža
- Izvir reke Bosne je v Sarajevu.

## Demografija

### Narodnostna sestava in gibanje prebivalstva
Zahvaljujoč stalni in stabilni rasti po vojni današnje pozidano območje, ki poleg prej omenjenih mestnih občin vključuje tudi urbani del Hadžići, ki je neprekinjeno povezan z Ilidžo, najzahodnejšim delom sarajevskega urbanega naselja, naseljuje več kot 419.000 prebivalcev, medtem ko mestno območje, vključno z 8 dodatnimi občinami (skupaj 14), doseže 555.210 prebivalcev. Opazno je, da sta najhitreje rastoči občini Novi Grad, ena glavnih in najbolj naseljenih, kjer se je število prebivalcev od popisa leta 2013 povečalo za skoraj 4.000 oseb ali 2,95 %, in Ilidža, ki od leta 2013 beleži porast za skoraj 7 %.
Junija 2016 so bili objavljeni končni rezultati popisa 2013. Po popisu je prebivalstvo Sarajevskega kantona 413.593, od tega 55.181 prebivalcev v Centru, 118.553 v Novem Gradu, 64.814 v Novem Sarajevu in 36.976 v Starem Gradu.
Zadnji uradni jugoslovanski popis je bil izveden leta 1991 in je zabeležil 527.049 prebivalcev Sarajeva (deset občin). V ožjem naselju Sarajevo je živelo 454.319 prebivalcev. Vojna je razselila na stotisoče ljudi, velika večina se jih ni vrnila.
Vojna je spremenila etnični in verski profil mesta. Dolgo je bilo večkulturno mesto in se je pogosto imenovalo "evropski Jeruzalem".  Ob popisu leta 1991 je bilo od 527.049 prebivalcev mesta 49,2 % Bošnjakov, 29,8 % Srbov, 10,7 % Jugoslovanov, 6,6 % Hrvatov in 3,6 % drugih narodnosti (Judje, Romi itd.).
Po mnenju akademika Frana Markowitza obstajajo številni "administrativni aparati in javni pritiski, ki potiskajo ljudi, ki bi se morda raje identificirali kot fleksibilni, večkonstituirani hibridi ali z eno od zdaj neimenovanih manjšinskih skupin, v eno od treh bošnjaško-hrvaško-srbskih konstitutivnih narodov". Sem spadajo anketiranci, ki jih popisni anketarji spodbujajo, da se identificirajo kot pripadniki enega od treh konstitutivnih narodov. Analiza podatkov o registraciji zakonske zveze kaže na primer, da se je 67 odstotkov ljudi, ki so se  poročili leta 2003, opredelilo kot Bošnjaki ali Muslimani, kar je bistveno manj od 79,6 odstotka popisnih številk iz leta 2002 (za razliko od popisa, kjer ljudje odgovarjajo na anketarjeva vprašanja, prijavitelji v poročno knjigo izpolnijo obrazec sami).
| Narodnostna sestava ožjega mesta Sarajevo, po občinah, popis 2013 |         |                  |                 |                 |                  |
| Občina                                                            | Skupaj  | Bošnjaki         | Srbi            | Hrvati          | drugi            |
| Centar                                                            | 55.181  | 41.702 (75,57%)  | 2.186 (3,96 %)  | 3.333 (6,04 %)  | 7.960 (14,42 %)  |
| Novi Grad                                                         | 118.553 | 99.773 (84,16%)  | 4.367 (3,68 %)  | 4.947 (4,17 %)  | 9.466 (7,98 %)   |
| Novo Sarajevo                                                     | 64.814  | 48.188 (74,35 %) | 3.402 (5,25 %)  | 4.639 (7,16 %)  | 8.585 (13,24 %)  |
| Stari Grad                                                        | 36.976  | 32.794 (88,69 %) | 467 (1,3 %)     | 685 (1,85%)     | 3.030 (8,19 %)   |
| Skupaj                                                            | 275.524 | 222.457 (80,74%) | 10.422 (3,78 %) | 13.604 (4,94 %) | 29.041 (10,54 %) |

### Slovenci v Sarajevu
Ocenjujejo, da v Sarajevu in njegovi okolici živi od 500 do 1.000 Slovencev. Tja so se priselili iz takih in drugačnih razlogov; tudi zaradi nekdanje skupne države je nekatere vanj pripeljala poklicna pot, spet druge osebni razlogi (poroke ipd.). Število Slovencev v Sarajevu je bilo zlasti visoko pred prvo svetovno vojno.

## Promet

### Ceste in avtoceste
Sarajevo je zaradi lege v dolini med gorami strnjeno mesto. Ozke mestne ulice in pomanjkanje parkirišč omejujejo avtomobilski promet, omogočajo pa večjo mobilnost pešcev in kolesarjev. Dve glavni cesti sta Titova ulica (Ulica maršala Tita) in vzhodno-zahodna avtocesta Zmaj od Bosne (E761). Sarajevo, ki leži približno v središču države, je glavno križišče Bosne. Mesto je z avtocesto ali državno cesto povezano z vsemi ostalimi večjimi mesti, kot so Zenica, Banja Luka, Tuzla, Mostar, Goražde in Foča.
K prometni gneči v Sarajevu in okolici prispevajo tudi turisti iz Srednje Evrope in od drugod, ki obiščejo Dalmacijo in se preko Madžarske in Hrvaške vozijo skozi Sarajevo. Skozi Sarajevo poteka transevropski avtocesti koridor 5C, ki ga povezuje z Budimpešto na severu in Pločami ob Jadranskem morju na jugu. Avtocesto gradi federalna vlada in naj bi stala 3,5 milijarde evrov. Federacija Bosne in Hercegovine je do marca 2012 v A1 vložila okoli 600 milijonov evrov. Leta 2014 sta bila dokončana odseka Sarajevo-Zenica in Sarajevo- Tarčin, vključno s sarajevsko obvoznico.

### Tramvaj, avtobus in trolejbus
Sarajevski električni tramvaji, ki delujejo od leta 1884 in so elektrificirani od leta 1895, so najstarejša oblika javnega prevoza v mestu. Sarajevo je imelo prvo (od zore do mraka) tramvajsko progo v Evropi in drugo na svetu. Odprta na novo leto leta 1885 je bila testna proga za tramvaj na Dunaju in v Avstro-Ogrski, upravljali pa so jo konji. Prvotno zgrajen kot ozkotirni širine 760 mm, je po nadgradnji leta 1960 sistem pričel uporabljati standardno širino 1435 mm. Tramvajsko omrežje je pri rasti obsega mesta v celotnem 20. stoletju igralo eno izmed ključnih vlog.
V mestu poteka sedem tramvajskih linij, ki jih dopolnjuje pet trolejbusnih linij in številne avtobusne linije. Glavna železniška postaja v Sarajevu je v severno- osrednjem delu mesta. Od tam se tiri usmerijo proti zahodu, preden se odcepijo v različne smeri, vključno z industrijskimi conami v mestu. Sarajevo je v fazi obsežne prenove infrastrukture; veliko avtocest in ulic se ponovno asfaltira, tramvajski sistem se posodablja, gradijo se novi mostovi in ceste. Januarja 2021 je mesto kupilo 25 novih trolejbusov BKM 433. Avgusta 2021 se je začela obnova tramvajske proge. Mesto je septembra 2021 kupilo tudi 15 novih tramvajev Stadler Tango, ki naj bi prispeli septembra 2023.

### Načrti za izgradnjo podzemne železnice
Za reševanje prometnih zastojev v mestu je sarajevski arhitekt Muzafer Osmanagić predlagal študijo z naslovom Eco Energy 2010–2015, ki predlaga sistem podzemne železnice pod strugo reke Miljacke. Prva linija sarajevskega metroja bi povezala Baščaršijo z Otoki. Proga naj bi stala okoli 150 milijonov KM, financirala pa bi jo Evropska banka za obnovo in razvoj.

### Železnica
Železniški promet je v Bosni sicer zelo oslabljen.
Sarajevo ima povezave z nekaj drugimi bosanskimi mesti (Mostar, Zenica...). Vendar pa po pandemiji COVID-19 ni več povezav z Banja Luko, Bihaćem ali z Zagrebom in Beogradom.
Poleti je običajno vzpostavljena sezonska linija Sarajevo-Ploče.

### Vzpenjača (gora Trebević)
Žičnica Trebević, ključna znamenitost Sarajeva med Zimskimi olimpijskimi igrami 1984, sta JKP GRAS Sarajevo in Kanton Sarajevo leta 2017 obnovila kot enega od novih prometnih sistemov in jo ponovno pognali 6. aprila 2018 ob 11.00. Kabinska žičnica vozi iz Sarajeva na postaji Bistrik do pobočij Trebevića na postaji Vidikovac.

### Letališče
Mednarodno letališče Sarajevo (IATA: SJJ), imenovano tudi Butmir, leži le nekaj kilometrov jugozahodno na obrobju mesta in je bilo leta 2005 na 15. letnem srečanju ACI-Europe v Münchnu izbrano za najboljše evropsko letališče z manj kot 1.000.000 potniki.
Prvi redni leti v Sarajevo z letališčem v predmestju Butmir so se začeli leta 1930, ko je domača letalska družba Aeroput odprla redno linijo Beograd – Podgorica skozi Sarajevo. Kasneje je Aeroput odprl linijo, ki je povezovala Sarajevo s Splitom, Reko in Dubrovnikom, leta 1938 pa so bili uvedeni prvi mednarodni leti, ko je Aeroput razširil linijo Dubrovnik – Sarajevo – Zagreb na Dunaj, Brno in Prago. Letališče v Butmirju je ostalo v uporabi vse do leta 1969. Potreba po novem sarajevskem letališču z asfaltno-betonsko vzletno-pristajalno stezo so zaznali sredi 1960-ih, ko je JAT, takratni jugoslovanski državni prevoznik, začel kupovati reaktivna letala. Letališče so na današnji lokaciji nedaleč od starega začeli graditi leta 1966. 
Modernizirano sarajevsko letališče je so za domači promet odprli 2. junija 1969. Leta 1970 je Frankfurt postal prva mednarodna povezava. Večino časa je bilo letališče 'feeder' letališče, kjer so se potniki vkrcali na poti do mednarodnih ciljev preko letov v Zagreb in Beograd. Sčasoma je obseg prometa vztrajno naraščal, s 70.000 na 600.000 potnikov letno. Kasneje, med bosansko vojno, so letališče uporabili za lete ZN in humanitarno pomoč. Od Daytonskega sporazuma leta 1995 je letališče ponovno prevzelo vlogo glavnih zračnih vrat v Bosno in Hercegovino.
Leta 2017 je preko letališča potovalo 957.971 potnikov, kar je 61,4 % celotnega letališkega prometa v Bosni in Hercegovini.
Načrte za razširitev potniškega terminala, skupaj z nadgradnjo in razširitvijo vozne steze in ploščadi, so začeli oblikovati jeseni 2012. Obstoječi terminal je bil razširjen za približno 7000 m². Nadgrajeno letališče je bilo neposredno povezano s komercialnim maloprodajnim centrom Sarajevo Airport Center, kar je turistom in popotnikom olajšalo preživljanje časa pred vkrcanjem na letalo z nakupovanjem in uživanjem v številnih ponujenih ugodnostih. Med letoma 2015 in 2018 so letališče posodobili za več kot 25 milijonov evrov.

## Komunikacije in mediji
Kot največje mesto Bosne in Hercegovine je Sarajevo glavno središče medijev v državi. Večina komunikacijske in medijske infrastrukture je bila uničena med vojno, vendar je obnova, ki jo spremlja Urad visokega predstavnika, pripomogla k posodobitvi panoge kot celote. Na primer, internet je bil tako v mestu prvič na voljo leta 1995.
Oslobođenje (Osvoboditev), ustanovljeno leta 1943, je sarajevski časopis z najdlje izdajajočim se neprekinjenim obdobjem izajanja in edini, ki je preživel vojno. Vendar pa je ta dolgoletni in zaupanja vreden časopis zaostal za Dnevnim avazom (Dnevni glas), ustanovljenim leta 1995, in Jutarnjimi Novinami (Jutarnjimi novinami), ki so izhajale v Sarajevu. Druge lokalne revije vključujejo hrvaški časopis Hrvatska riječ in bosansko revijo Start ter tednika Slobodna Bosna (Svobodna Bosna) in BH Dani (BH dnevi). Mesečnik Novi Plamen je najbolj levičarski časopis.
Radio-televizija Bosne in Hercegovine (BHRT) je sarajevska javna televizijska postaja, ki je nastala leta 1945 pod okriljem Jugoslovanske radiotelevizije (JRT). Prvi televizijski program je predvajala leta 1961, neprekinjen program pa se je začel leta 1969. Je ena izmed treh glavnih TV postaj v Bosni in Hercegovini. Druge postaje v mestu so Hayat TV, O Kanal, OBN, TV Kantona Sarajevo in TV Alfa.
V Sarajevu je tudi sedež Al Jazeere Balkans, oddajni studio pa je na vrhu ARIA Centra. Novičarski kanal pokriva Bosno in Hercegovino, Srbijo, Hrvaško in Črno goro ter okoliške balkanske države.
Obstaja veliko majhnih neodvisnih radijskih postaj, vključno z uveljavljenimi postajami, kot so Radio M, RSG Radio (Radio Old Town), Študentski eFM Radio, Radio 202 in Radio BIR. Na voljo je Radio Free Europe ter več ameriških in zahodnoevropskih postaj.

## Izobraževanje

### Višja izobrazba
Visoko šolstvo ima v Sarajevu dolgo in bogato tradicijo. Prva ustanova, ki jo lahko uvrstimo med terciarne izobraževalne ustanove, je bila šola sufijske filozofije, ki jo je ustanovil Gazi Husrev-beg leta 1537; sčasoma so bile ustanovljene številne druge verske šole. Leta 1887 je, še v obdobju Avstro-Ogrske, šola šeriatskega prava pričela izvajati petletni program. V štiridesetih letih dvajsetega stoletja je Univerza v Sarajevu postala prva posvetna visokošolska ustanova v mestu, ki je dejansko gradila na temeljih, ki jih je leta 1537 postavila Saraybosna Hanıka. V petdesetih letih dvajsetega stoletja so začeli vpisovati tudi na programe za podiplomsko izobraževanje. Med vojno je bila močno poškodovana, nedavno pa je bila obnovljena v sodelovanju z več kot 40 drugimi univerzami.
V Sarajevu je tudi več univerz, vključno z:
- Univerza v Sarajevu
- Sarajevska šola za znanost in tehnologijo
- Mednarodna univerza v Sarajevu
- Ameriška univerza v Bosni in Hercegovini
- Poslovna šola Sarajevo
- Mednarodna univerza Burch

### Osnovno in srednješolsko izobraževanje
Leta 2005 je bilo v mestu 46 osnovnih šol (razredi 1–9) ter 33 srednjih šol (razredi 10–13), vključujoč tudi  tri šole za otroke s posebnimi potrebami.
V Sarajevu je tudi več mednarodnih šol, ki skrbijo za izseljensko skupnost; nekatere med njimi so Sarajevska mednarodna šola in Francoska mednarodna šola  v Sarajevu, ustanovljena leta 1998.

## Kultura
Sarajevo je že stoletja dom številnih religij, kar je mestu dalo vrsto raznolikih kultur. V času otomanske okupacije Bosne so si muslimani, pravoslavni kristjani, rimokatoličani in sefardski Judje delili mesto, pri čemer so lahko ohranili svojo identiteto. Med kratkotrajno okupacijo Avstro-Ogrske se jim je pridružilo še manjše število Nemcev, Madžarov, Slovakov, Čehov in Judov Aškenazi. Do leta 1909 je bilo okoli 50 % prebivalcev mesta muslimanov, 25 % katoličanov, 15 % pravoslavcev in 10 % Judov.
Zgodovinsko gledano je bilo Sarajevo dom številnih uglednih bosanskih pesnikov, učenjakov, filozofov in pisateljev. Če jih naštejemo le nekaj: iz mesta so nobelovec Vladimir Prelog, pisatelj Zlatko Topčić in pesnik Abdulah Sidran. Nobelov nagrajenec Ivo Andrić je dve leti obiskoval srednjo šolo v Sarajevu. Z oskarjem nagrajeni režiser Danis Tanović živi in ustvarja v mestu.
Leta 2011 je bilo Sarajevo nominirano za evropsko prestolnico kulture leta 2014. Izbrano je bilo tudi za gostitelja olimpijskega festivala evropske mladine. Poleg tega je bilo Sarajevo oktobra 2019 imenovano na seznam mest z nazivom Unescov kreativni kraj, ker je kulturo postavilo v središče svojih razvojnih strategij. Uvrščeno je tudi med osemnajst svetovnih mest filma.
Narodno gledališče Sarajevo, ustanovljeno leta 1921, je najstarejše poklicno gledališče v Bosni in Hercegovini.

### Muzeji
Sarajevo je bogato z muzeji, vključno z Muzejem Sarajeva, Muzejem sodobne umetnosti Ars Aevi, Zgodovinskim muzejem Bosne in Hercegovine, Muzejom literature in gledališke umetnosti Bosne in Hercegovine ter Narodnim muzejem Bosne in Hercegovine (ustanovljen l. 1888) V muzeju hranijo Sarajevsko Hagado, iluminirani rokopis in najstarejši sefardski judovski dokument na svetu, izdan v Barceloni okoli leta 1350, ki vsebuje tradicionalno judovsko Hagado. Knjiga je del stalne razstave in je edina ohranjena ilustrirana sefardska Hagada na svetu. Narodni muzej gosti celoletne razstave, ki se nanašajo na lokalno, regionalno in mednarodno kulturo in zgodovino, in razstavlja več kot 5000 artefaktov iz zgodovine Bosne.
Muzej Alije Izetbegovića so odprli 19. oktobra 2007; nahaja se v stari mestni utrdbi, natančneje v stolpih Vratnik Kapija, Ploča in Širokac. Muzej je posvečen spominu na vpliv in delo Alije Izetbegovića, prvega povojnega (gl. bosanska vojna) predsednika predsedstva Republike Bosne in Hercegovine. V Sarajevu je tudi Muzej vojnega otroštva, neodvisni neprofitni muzej, ki vsebuje osebne predmete iz vojne in prikazuje zgodbe, ki se skrivajo za njimi. Muzej je leta 2018 prejel nagrado Sveta Evrope Museum Prize za najboljši muzej.
Mesto gosti tudi Sarajevsko narodno gledališče, ustanovljeno leta 1921, in Sarajevsko gledališče mladih. Nekatere druge kulturne ustanove vključujejo Center za sarajevsko kulturo, sarajevsko mestno knjižnico, Narodno galerijo Bosne in Hercegovine in Bošnjaški inštitut, zasebno knjižnico in umetniško zbirko, ki se osredotoča na bošnjaško zgodovino.
Rušenje, povezano z zadnjo vojno, in temu sledeča obnova, sta uničila več institucij in kulturnih ali verskih simbolov, vključno z Gazi Husrev-begovo knjižnico, nacionalno knjižnico, Sarajevskim orientalskim inštitutom in muzejem, posvečenim zimskim olimpijskim igram leta 1984. Posledično so različne ravni vlade vzpostavile močne zakone in institucije za kulturno zaščito. Ustanove, ki so v Sarajevu zadolžene za kulturno dediščino, vključujejo Inštitut za zaščito kulturne, zgodovinske in naravne dediščine Bosne in Hercegovine (in soležna ustanova Kantona Sarajevo) ter Komisijo Bosne in Hercegovine za ohranjanje narodnih spomenikov.

### Glasba
Sarajevo je bilo in je še vedno ena najpomembnejših glasbenih enklav v regiji. Med letoma 1961 in 1991 se je v mestu razvila sarajevska šola pop rocka. Ta vrsta glasbe se je začela s skupinami, kot so Indexi, Kodeksi, in kantavtorjem Kemalom Montenom. Nadaljevalo se je v osemdesetih letih dvajsetega stoletja s skupinami, kot so Plavi orkestar, Crvena jabuka in Divlje jagode, ki so po večini pionirji regionalnega rock and roll gibanja. Iz Sarajeva izhaja verjetno najpopularnejša in najvplivnejša jugoslovanska rock skupina vseh časov, Bijelo dugme.
Sarajevo je bilo tudi dom zelo opazne postpunkovske urbane subkulture, znane kot novi primitivizem, ki se je začela v zgodnjih osemdesetih letih dvajsetega stoletja z Baglama Bandom, ki je bil prepovedan kmalu po svojem prvem LP-ju. Zvrst so v splošno kulturo pripeljale skupine kot Zabranjeno pušenje in Elvis J. Kurtović & His Meteors, pa tudi radijski šov Top lista nadrealista, ki je kasneje postal tudi televizijska oddaja. Med pomembnimi skupinami, ki veljajo za del te subkulture, velja omeniti tudi skupino Bombaj Štampa. Poleg in ločeno od novega primitivizma je iz Sarajeva izšla ena najpomembnejših alternativnih industrialnih skupin bivše Jugoslavije, SCH.
V poznem 19. in v 20. stoletju je bilo Sarajevo središče snemanja sevdalink, ki so bile dolga stoletja stalnica bosanske kulture, in je veliko prispevalo k temu, da se je ta zgodovinska glasbena zvrst približala splošnemu glasbenemu okusu. Tekstopisci in glasbeniki, kot so Himzo Polovina, Safet Isović, Zaim Imamović, Zehra Deović, Halid Bešlić, Hanka Paldum, Nada Mamula, Meho Puzić in mnogi drugi, so v mestu zložili in napisali nekaj svojih najpomembnejših skladb.
Sarajevo je močno vplivalo tudi na pop sceno Jugoslavije z glasbeniki, kot so Zdravko Čolić, Kemal Monteno, Dino Merlin, Seid Memić Vajta, Hari Mata Hari, Mladen Vojičić Tifa, Željko Bebek in mnogi drugi.
V Sarajevu so prav tako našle ime in se uveljavile številne novejše sarajevske zasedbe, na primer Regina, ki je v Jugoslaviji izdala tudi dva albuma, in Letu štuke, ki je svojo pot pravzaprav začela z znanim bosansko-ameriškim pisateljem Aleksandrom Hemonom še v Jugoslaviji in doživela preboj pozneje v 2000-ih. Sarajevo je sedaj dom pomembne in eklektične mešanice novih skupin in neodvisnih glasbenikov, ki še naprej uspevajo z vedno večjim številom festivalov, ustvarjalnih predstav in koncertov po vsej državi. Mesto je tudi dom največjega jazz festivala v regiji, Jazz Fest Sarajevo.
Ameriška heavy metal skupina Savatage je na svojem albumu Dead Winter Dead iz leta 1995 izdala pesem z naslovom Christmas Eve (Sarajevo 12/24), ki govori o violončelistu, ki igra pozabljeno božično pesem v od vojne razdejanem Sarajevu. Pesem je ista skupina pozneje ponovno izdala pod imenom Trans-Siberian Orchestra na svojem debitantskem albumu Christmas Eve and Other Stories iz leta 1996, ki je s pomočjo te pesmi takoj postal uspešnica.

### Festivali
Sarajevo je mednarodno znano po svojem eklektičnem in raznolikem izboru več kot 50 letnih festivalov. Sarajevski filmski festival je bil ustanovljen leta 1995 med bosansko vojno in je postal premierni in največji filmski festival v jugovzhodni Evropi. Gostoval je v Narodnem gledališču, s prikazovanji filmov v Letnem gledališču Metalac in Bosanskem kulturnem centru, vse v središču Sarajeva. Mednarodni festival MESS je festival eksperimentalnega gledališča in najstarejši živeči gledališki festival na Balkanu. Vsakoletni sarajevski mladinski filmski festival prikazuje celovečerne, animirane in kratke filme z vsega sveta in je premierni festival študentskega filma na Balkanu. Znani so tudi  Sarajevski zimski festival, Jazz Fest Sarajevo in Sarajevski mednarodni glasbeni festival, kot tudi festival Baščaršijske noči, enomesečna predstavitev lokalne kulture, glasbe in plesa. 
Prvo izvedbo Sarajevskega filmskega festivala so leta 1995 gostili v še vojskujočem se Sarajevu, sedaj pa je že največji in najpomembnejši festival v jugovzhodni Evropi. V času trajanja festivala poteka tudi pregled novih ustvarjalcev, kjer predavatelji govorijo v imenu svetovne kinematografije in vodijo delavnice za študente filma iz jugovzhodne Evrope.
Jazz Fest Sarajevo je največji in najbolj raznolik tovrstni festival v regiji. Festival se odvija v Bosanskem kulturnem centru (imenovanem tudi "Main Stage"), tik ob ulici ob SFF, na Sarajevskem gledališču mladih na sceni (imenovanem tudi "Strange Fruits Stage"), v Domu Vojske Federacije (tudi "Solo Stage" ") in na CDA (tudi "Groove Stage").

### Šport
Sarajevo je leta 1984 gostilo zimske olimpijske igre. Jugoslavija je osvojila eno medaljo, srebrno v moškem veleslalomu, ki jo je osvojil Slovenec Jure Franko. Številni olimpijski objekti so preživeli vojno ali so jih obnovili, vključno z olimpijsko dvorano Zetra in stadionom Asim Ferhatović. V poskusu, da bi Sarajevu povrnili del olimpijske slave, se popravljajo prvotne olimpijske proge za sankanje in bob, zahvaljujoč prizadevanjem tako Olimpijskega komiteja Bosne in Hercegovine kot lokalnih športnih navdušencev. Po sogostiteljstvu Prijateljskih iger jugovzhodne Evrope so Sarajevo izbrali za gostitelja posebnih olimpijskih zimskih iger 2009, vendar je načrte za njihovo izvedbo mesto nato odpovedalo. Ledena arena za olimpijske igre leta 1984, stadion Zetra, je bila med vojno uporabljena kot začasna bolnišnica in kasneje za nastanitev Natovih enot IFOR.
Leta 2011 je bilo Sarajevo gostitelj 51. svetovnega vojaškega prvenstva v smučanju z več kot 350 udeleženci iz 23 različnih držav. To je bil prvi mednarodni dogodek večjega pomena po olimpijskih igrah leta 1984. Nogomet je v Sarajevu priljubljen šport; mesto gosti dve bolj znani nogometni moštvi, FK Sarajevo in FK Željezničar. Oba kluba tekmujeta v evropskih in mednarodnih pokalih in turnirjih ter sta nosilca številnih odličij iz obdobja nekdanje Jugoslavije ter neodvisne Bosne in Hercegovine. Drugi pomembni nogometni klubi so še FK Olimpik, SAŠK in Slavija.
Eden od le treh stadionov v Bosni in Hercegovini, ki je označeno z UEFA kategorijo 3, je stadion Grbavica, domači stadion FK Željezničar.
Drug priljubljen šport je košarka; košarkarski klub KK Bosna Royal je osvojil evropsko prvenstvo leta 1979 ter mnoga jugoslovanska in bosanska državna prvenstva, s čimer je postal eden najuspešnejših košarkarskih klubov v nekdanji Jugoslaviji. Šahovski klub Bosna Sarajevo je šampionska ekipa od osemdesetih let dvajsetega stoletja in je tretjeuvrščeni šahovski klub v Evropi, saj je v devetdesetih letih štirikrat zapored osvojil evropska prvenstva. Rokometni klub RK Bosna nastopa tudi v evropski ligi prvakov in velja za enega najbolj dobro organiziranih rokometnih klubov v jugovzhodni Evropi z zelo številčno bazo navijačev ter odličnimi domačimi in mednarodnimi rezultati. Sarajevo pogosto prireja mednarodne dogodke in tekmovanja v športih, kot sta tenis in kickboxing.
Priljubljenost tenisa v zadnjih letih narašča. Od leta 2003 je BH Telecom Indoors letni teniški turnir v Sarajevu.
Od leta 2007 se vsako leto konec septembra organizira Sarajevski polmaraton. Giro di Sarajevo je kolesarska dirka, ki se je je leta 2015 udeležilo več kot 2200 kolesarjev.
Februarja 2019 sta Sarajevo in Vzhodno Sarajevo gostila zimski olimpijski festival evropske mladine (EYOWF).
| Klub           | Šport         | Lige                                     | Prizorišče               | Ocena |
| -------------- | ------------- | ---------------------------------------- | ------------------------ | ----- |
| Željezničar    | Nogomet       | Prva liga Bosne in Hercegovine           | Stadion Grbavica         | 1921  |
| Sarajevo       | Nogomet       | Prva liga Bosne in Hercegovine           | Asim Ferhatović Hase     | 1946  |
| RK Bosna       | Rokomet       | Rokometno prvenstvo Bosne in Hercegovine | Dvorana Mirze Delibašića | 1948  |
| KK Bosna Royal | Košarka       | Prvenstvo Bosne in Hercegovine v košarki | Dvorana Mirze Delibašića | 1951  |
| HK Bosna       | Hokej na ledu | Hokejska liga Bosne in Hercegovine       | Olimpijska dvorana Zetra | 1980  |
| VK Bosna       | Vaterpolo     | Vaterpolo liga Bosne in Hercegovine      | Olimpijski Bazen Otoka   | 1984  |
| SDI Spid       | Odbojka       | Prvenstvo Bosne v sedeči odbojki         | Dvorana Ramiz Salčin     | 1994  |
| Fantomi        | Odbojka       | Prvenstvo Bosne v sedeči odbojki         | Dvorana Ramiz Salčin     | 1995  |

## Mednarodni odnosi

### Pobratena mesta – sestrska mesta
Sarajevo je pobrateno z naslednjimi mesti:
- Coventry, Združeno kraljestvo (od leta 1957)
- Tlemcen, Alžirija (od leta 1964)
- Baku, Azerbajdžan (od leta 1972)
- Magdeburg, Nemčija (od leta 1972)
- Friedrichshafen, Nemčija (od leta 1972)
- Tripolis, Libija (od leta 1976)
- Ferrara, Italija (od leta 1978)
- Bursa, Turčija (od leta 1979)
- Innsbruck, Avstrija (od leta 1980)
- Tianjin, Kitajska (od leta 1981)
- Harrisburg, ZDA (od leta 1984)
- Benetke, Italija (od leta 1994)
- Collegno, Italija (od leta 1994)
- Ankara, Turčija (od leta 1994)
- Budimpešta, Madžarska (od leta 1995)
- Serre Chevalier, Francija (od leta 1995)
- Prato, Italija (od leta 1995)
- Tirana, Albanija (od leta 1996)
- Carigrad, Turčija (od leta 1997)
- Kuvajt, Kuvajt (od leta 1998)
- Dayton, ZDA (od leta 1999)
- Barcelona, Španija (od leta 2000)
- Madrid, Španija (od leta 2007)
- Pulj, Hrvaška (od leta 2012)
- Teheran, Iran (od leta 2016)
- Skopje, Severna Makedonija (od leta 2017)
- Doha, Katar (od leta 2018)
- İzmir, Turčija (od leta 2022)[125]
- Podgorica, Črna gora (od leta 2022)

### Prijateljstvo
Sarajevo je prijatelj z naslednjimi mesti:
- Akhisar, Turčija
- Alžir, Alžirija
- Amsterdam, Nizozemska
- Ankara, Turčija
- Calgary, Kanada
- Coventry, Združeno kraljestvo
- Dayton, ZDA
- Dubrovnik, Hrvaška
- Kairo, Egipt
- Karlovec, Hrvaška
- Konya, Turčija
- Lillehammer, Norveška
- Ljubljana, Slovenija
- Neapelj, Italija
- Rašt, Iran
- Salt Lake City, ZDA
- Skopje, Severna Makedonija
- Stockholm, Švedska
- Tábor, Češka
- Tlemcen, Alžirija
- Wolfsburg, Nemčija
- Zagreb, Hrvaška